# Пьетра-Лигуре
Пьетра-Лигуре (итал. Pietra Ligure) — коммуна в Италии, располагается в регионе Лигурия, в провинции Савона.
Население составляет 9140 человек (2008 г.), плотность населения составляет 945 чел./км². Занимает площадь 10 км². Почтовый индекс — 17027. Телефонный код — 019.
Покровителем коммуны почитается святитель Николай Мирликийский, празднование 6 декабря.

## Демография
Динамика населения:

## Города-побратимы
- Оффенбург, Германия (2007)

## Администрация коммуны
- Официальный сайт: http://www.comunepietraligure.it